# Arthur Devère
Arthur Opdeweerdt dit Arthur Devère, né le 24 juin 1883 à Bruxelles et mort le 23 septembre 1961 à Bruxelles, est un acteur de théâtre et de cinéma belge.

## Biographie
Il commence sa longue carrière cinématographique en 1913 dans deux courts-métrages burlesques d'Alfred Machin : Saïda a enlevé Manneken-Pis et dans L'Agent Rigolo et son chien policier à côté de l'acteur Willy Maury et Fernand Crommelynck qui joue le rôle de l'Agent Rigolo, films qui mettent en scène une panthère fétiche Mimir la panthère.
En 1932, Arthur Devère joue dans Le Mariage de Mademoiselle Beulemans de Jean Choux.
En 1943, il joue le rôle de Goupi "Mes Sous", dans Goupi Mains Rouges, de Jacques Becker.
En 1949, il joue le rôle du père Jacques dans une adaptation cinématographique : Le Mystère de la chambre jaune de Henri Aisner inspiré du roman de Gaston Leroux, aux côtés de Serge Reggiani, interprète du rôle principal de Joseph Rouletabille, qui enquête dans un manoir où une jeune femme a été agressée dans des circonstances mystérieuses.
En 1951, Arthur Devère interprète le rôle d'un commissaire dans Paris chante toujours ! de Pierre Montazel, un film musical dont la réédition permet surtout de retrouver une pléiade de chanteurs et de comédiens de cette époque.

## Filmographie
- 1913 : Saïda a enlevé Manneken-Pis d'Alfred Machin
- 1913 : L'Agent Rigolo et son chien policier d'Alfred Machin
- 1920 : Flup chasseur de Charles Tutelier
- 1921 : L'Héritier de Georges et Marcel Ketteler
- 1921 : Arthur fait du film de Georges et Marcel Ketterer
- 1931 : Deux bons copains - court métrage - de Abel Jacquin
- 1932 : Le Mariage de Mlle Beulemans de Jean Choux
- 1932 : Occupe-toi d'Amélie de Richard Weisbach et Marguerite Viel
- 1932 : Photos - court métrage - de Abel Jacquin
- 1933 : L'Ange gardien de Jean Choux
- 1933 : Jeunes filles en liberté de Fritz Kramp
- 1935 : Marie des Angoisses de Michel Bernheim
- 1935 : Martha de Karl Anton
- 1935 : La Kermesse héroïque de Jacques Feyder
- 1935 : Méfiez-vous des amis - court métrage - de Michel Einert
- 1935 : Taxi de minuit - court métrage - de Albert Valentin
- 1936 : L'Île des veuves de Claude Heymann
- 1936 : Un de la légion de Christian-Jaque: Joseph Vandercleef
- 1936 : Les Amants terribles de Marc Allégret
- 1936 : L'Homme du jour  de Julien Duvivier
- 1936 : Les Loups entre eux de Léon Mathot
- 1937 : Miarka, la fille à l'ourse de Jean Choux
- 1937 : Les Hommes sans nom de Jean Vallée
- 1937 : Mollenard de Robert Siodmak
- 1938 : Café de Paris de Yves Mirande et Georges Lacombe
- 1938 : L'Entraîneuse de Albert Valentin
- 1938 : La Fin du jour de Julien Duvivier
- 1938 : Fort Dolorès de René Le Hénaff
- 1938 : Le Petit Chose de Maurice Cloche
- 1938 : La Piste du sud de Pierre Billon : Gingembre
- 1938 : Grisou de Maurice de Canonge
- 1938 : Barnabé de Alexandre Esway
- 1938 : Ernest le rebelle de Christian-Jaque
- 1938 : La Goualeuse de Fernand Rivers
- 1939 : Le Club des fadas de Émile Couzinet
- 1939 : Bach en correctionnelle de Henry Wulschleger
- 1939 : Jeunes Filles en détresse de Georg Wilhelm Pabst : le père d'Alice
- 1939 : Le jour se lève de Marcel Carné
- 1940 : L'Empreinte du dieu de Léonide Moguy
- 1940 : Documents secrets de Léo Joannon
- 1941 : Caprices de Léo Joannon
- 1941 : Ici l'on pêche de René Jayet
- 1941 : L'Assassinat du père Noël de Christian-Jaque
- 1941 : Fromont jeune et Risler aîné de Léon Mathot
- 1941 : Les Inconnus dans la maison de Henri Decoin
- 1943 : Goupi Mains Rouges  de Jacques Becker
- 1944 : Bifur 3 de Maurice Cam
- 1945 : Dernier Métro de Maurice de Canonge
- 1946 : Le destin s'amuse de Emil-Edwin Reinert
- 1947 : Dédée d'Anvers de Yves Allégret
- 1947 : La Dame d'onze heures de Jean Devaivre
- 1948 : La Ferme des sept péchés de Jean Devaivre
- 1948 : Le Mystère de la chambre jaune de Henri Aisner
- 1949 : Véronique de Robert Vernay
- 1949 : Le Parfum de la dame en noir de Louis Daquin
- 1949 : Au p'tit zouave de Gilles Grangier
- 1950 : Rome-express de Christian Stengel
- 1950 : Juliette ou la Clé des songes de Marcel Carné
- 1951 : Ma femme, ma vache et moi de Jean Devaivre
- 1951 : Paris chante toujours de Pierre Montazel
- 1951 : Le Banquet des fraudeurs de Henri Storck
- 1951 : Le Plaisir de Max Ophüls, dans le sketch : La maison Tellier
- 1952 : La Maison dans la dune de Georges Lampin
- 1952 : Suivez cet homme de Georges Lampin
- 1953 : Le Défroqué de Léo Joannon
- 1953 : Leur dernière nuit de Georges Lacombe
- 1955 : Les deux font la paire d'André Berthomieu
- 1956 : Le Circuit de minuit de Yvan Govar
- 1958 : Y'en a marre ou Le Gars d'Anvers de Yvan Govar

## Théâtre
- 1937 : Sixième étage d'Alfred Gehri, mise en scène André Moreau, Théâtre des Arts
- 1948 : La Folle du 27 de Jean Guitton, mise en scène Jacques-Henri Duval, Théâtre de Paris